# Herbarium
| Portal | Portal:Botanik |

Et herbarium (latin af herba = "urt") er en samling af pressede og tørrede plantedele eller hele planter. Presning og tørring har vist sig at være en nem og praktisk opbevaringsmetode for planter til støtte for studier i botanik og taksonomi samt til definition af klassifikationer. Tørrede plantedele lader sig endda bruge til anatomiske undersøgelser efter en passende opblødning og efterfølgende hærdning, for eksempel i stærk alkohol. Et herbarium er et uundværligt hjælpemiddel for såvel den botaniske amatør som for den videnskabelige botaniker, der beskæftiger sig med planternes systematik og deres udbredelsesforhold. Et fyldigt herbarium har stor betydning for studiet af arternes variationsforhold og også for landes og landsdeles plantegeografi. Ligeledes kan et herbarium med stort udbytte anvendes i undervisning, når levende materiale ikke kan skaffes til veje.
Verdens første herbarium blev oprettet af Luca Ghini i 1544 i Pisa. Det blev også ham, der kom til at give retningslinjer for, hvordan man kan opbevare planter. Da herbarier bruges til at studere planter, til at kontrollere en given klassificering og for at kunne studere plantegeografisk udbredelse og lignende, er det ønskeligt, at så mange som muligt af plantens kendetegn er medtaget, såsom blomster, stilke, blade, frø, frugter og rødder. Man gør sig ofte store anstrengelser for at anbringe plantematerialet, så at både for- og bagsiden af blade og og alle blomstens dele er synlige.
Denne metode (herbarieark med tørrede plantedele) kan være meget besværlig, og derfor nøjes man i visse tilfælde med at konservere planterne i alkohol.
Et problem med indsamling til private herbaria kan være, at sjældne planter, som burde blive på deres levesteder, bliver plukket eller gravet op. Derfor går man i stigende grad over til at lave indsamlinger i form af gode fotografier, optaget på plantens naturlige levested.

## Udformningen af et herbarium
De indsamlede planter må så vidt muligt — af hensyn til korrekt bestemmelse og et i øvrigt indgående studium — foretages sådan, at alle dele medtages, både de over- og de underjordiske. Om muligt bør der gås efter planteeksempler, som både blomstrer og har frugt. Af større planter, for eksempel træer og buske, kan naturligvis kun tages grene med blomst og (om muligt) frugt. Blomsterløse planter (for eksempel mosser og bregner) medtages i det sporebærende stadium.
Ved tørringen kommer det især an på at bevare plantens form. Derfor bør planten tørres godt udbredt mellem sugende papir og ved tør stuevarme. Planten udbredes i nogenlunde naturlig stilling, og man anbringer et par eller nogle få ark papir mellem hver plante. Meget saftfulde planter må dog ofte lægges mellem flere ark. Sedler med navn, findested, dato og andre oplysninger vedlægges. Når man har anbragt et vist antal planter på denne måde — og helst så snart som muligt efter indsamlingen — kan hele stablen lægges under let pres i en plantepresse. Presningens grad og varighed afhænger af plantematerialet: jo mindre vandholdigt, det er, desto lettere vil det naturligvis tørres. Jo stærkere pres, desto bedre vil man kunne sikre formen for eksempel af bladene, men der må også tages hensyn til, at dele af planterne ikke knuses ved presningen. Efter at planterne har ligget højst et par døgn i presse, udskifter man det sugende papir, og dette gentager man, indtil materialet er helt tørt. Planter, som bliver en smule slappe ved presningen, giver man først et omslag af tyndt filtrerpapir, som lægges mellem det sugende papir, og som ikke skal skiftes. Fint forgrenede alger og andre lignende vandplanter tørres bedst, når man først har opsamlet dem på det ark papir, som de senere skal opbevares på. For at bevare formen forsøger man ofte at tørre mindre og sarte planter (for eksempel slimsvampe) i luften uden at bruge pres. Efter tørringen anbringes de i små æsker. Lav- og mosarter, der vokser på sten og klipper, indsamles og tørres fastsiddende på underlaget og lægges i papirkapsler eller æske.
For at plantematerialet skal opbevares og benyttes efter tørringen, opklæber man det ved hjælp af smalle klæbestrimler på særligt herbariepapir eller på almindeligt syrefrit papir. Planterne forsynes med etikette med navn, findested, dato, samlerens navn og andre oplysninger. Planternes opbevaring må ske på et tørt sted, og materialet må jævnlig tilses og behandles det med insektfordrivende midler. Planterne kan ordnes systematisk efter art, slægt osv., og til hvert ark bruger man et stykke foldet papir som beskyttelse.
Herbariet kan eventuelt forsynes med billeder og kortskitser fra de steder, hvorfra planterne er indsamlet. Derved kan man danne sig et indtryk af levestedet og bevare dette for eftertiden.
Herbarier lavet med specialstudier for øje kan eventuelt indeholde de enkelte kronblade sat op hver for sig for at eventuelle farvemønstre på disse bedre kan ses.

## Brug og betydninger af herbarier
Herbarier er essentielle for studiet af plantetaksonomi, studier af plantearters geografiske fordelinger samt fastlæggelsen af en stabil nomenclatur (navngivning). Det er derfor at største vigtighed, at de planteeksempler, der anvendes herved, omfatter så mange sider af plantearten som muligt (fx blomster, stængler, blade, frø og frugter).
De eksemplarer, der opbevares i herbarier, kan anvendes ved registrering og bestemmelse af floraen i et givet område. En stor samling fra et bestemt sted kan anvendes ved beskrivelsen af stedets økologi, ved udarbejdelse af felthåndbøger eller håndbøger i artsbestemmelse. Jo flere ulige eksempler, der står til rådighed, desto bedre er mulighederne for at forstå den variabilitet, en given planteart kan udvise samt den naturgivne fordeling af plantearten og dens variabiliteter.
Herbarier er tillige af største vigtighed som dokumentation for vegetationens fordeling over tid. I visse tilfælde kan en vækst forsvinde fra hidtidige grosteder, og i så tilfælde kan de i herbarier opbevarede eksemplarer være den eneste bevisførelse for en plantearts oprindelige eller tidligere udbredelse. Økologer kan anvende sådanne oplysninger ved bestemmelse af indflydelsen på de ulige plantearters udbredelse fra eksempelvis svingninger i klima eller fra menneskelig virksomhed.
Vel udførte herbarier er den vigtigste kilde som bevisførelse ved studier af arters og variationers udbredelse derved, at de giver den mest sikre og præcise dokumentation for de oplysninger, hvorpå sådanne udbredelsesstudier hviler.

## Andre betydninger af ordet
Oprindeligt blev ordet brugt om en samling af tørrede plantedele, men afledt deraf bruges det i dag også om en bygning, hvor man opbevarer disse samlinger. Tilmed kan ordet bruges om en organisation, som driver og vedligeholder disse bygninger. Carl von Linné's egen samling opbevares nu hos "The Linnean Society", som har hjemme i Storbritannien.